# Willsboro (CDP, New York)
Willsboro est une localité et census-designated place située dans la municipalité du même nom du comté d'Essex, dans l'État de New York, aux États-Unis,. En 2020, elle compte une population de 753 habitants.